# Asediul Vienei
Asediul Vienei, Viena a fost asediată de două ori de turci :
- 1529 Primul Asediu al Vienei de către turci în timpul lui Soliman I fără succes care s-a retras după o pierdere însemnată (40.000 de soldați).
- 1683 Al doilea Asediu al Vienei de către Kara Mustafa generalul sultanului Mehmet IV asediu care s-a soldat la fel cu eșec turcesc.